# Walthamstow Central (metrostation)
Walthamstow Central is een station van de metro van Londen aan de Victoria Line.

## Geschiedenis
In 1955 werd het tracébesluit voor de Victoria Line goedgekeurd met Wood Street als oostelijk eindpunt. In 1961 in aanloop naar de parlementaire goedkeuring voor de bekostiging werd Wood Street geschrapt en werd de lijn ingekort tot Hoe Street. De bouw van de Victoria Line begon in 1962 en het eerste deel met Hoe Street als oostelijke eindpunt werd op 1 september 1968 geopend. Hierbij werd ook de naam gewijzigd van Hoe Street in Walthamstow Central. De toegang tot de metro ligt aan het noordeinde van de reizigerstunnel van het spoorwegstation. Vanuit dit deel zijn de metroperrons op 17 meter diepte bereikbaar met een vaste trap en twee roltrappen. Ondergronds is er bezuinigd op de afwerking waardoor geen witte plafondplaten zijn aangebracht maar de schachtringen zwart geschilderd zijn. De verlichting is direct aan de schachtringen gehangen en door de zwarte achtergrond is het verlichtingsniveau beperkt. Zoals gebruikelijk bij de Victoria Line kreeg ook Walthamstow Central een, voor het station uniek, tegelmotief. In dit geval een imitatie van een tapijt van William Morris, een tapijtwever die werd geboren in Walthamstow. 
De wegbezuinigde derde roltrap betekende in 2004 een sluiting van enkele weken toen beide roltrappen buiten dienst gingen. In de zomer van 2004 werd het busstation aan de noordkant opgeknapt en in 2006 volgde de toegang tot de metro. In 2005 werd de reizigerstunnel doorgetrokken onder Selbourne Road naar het busstation aldaar. De opening van de verlengde tunnel met kaartverkoop voor de metro was gepland voor het voorjaar van 2005, maar de stroomvoorziening bleek onvoldoende om de liften te voeden en plannings- en juridische fouten vertraagden de opening tot 19 november 2007. De liften gingen eind 2008 in bedrijf en de afwerking duurde nog langer. In januari 2021 werd de bouw van een nieuwe ingang door Waltham Forest Council goedgekeurd. Deze zal gedeeltelijk worden bekostigd in het kader van de herontwikkeling van het winkelcentrum en zal ook de Victoria Line rolstoeltoegankelijk maken. De Victoria Line rijdt 27 keer per uur naar Brixton.

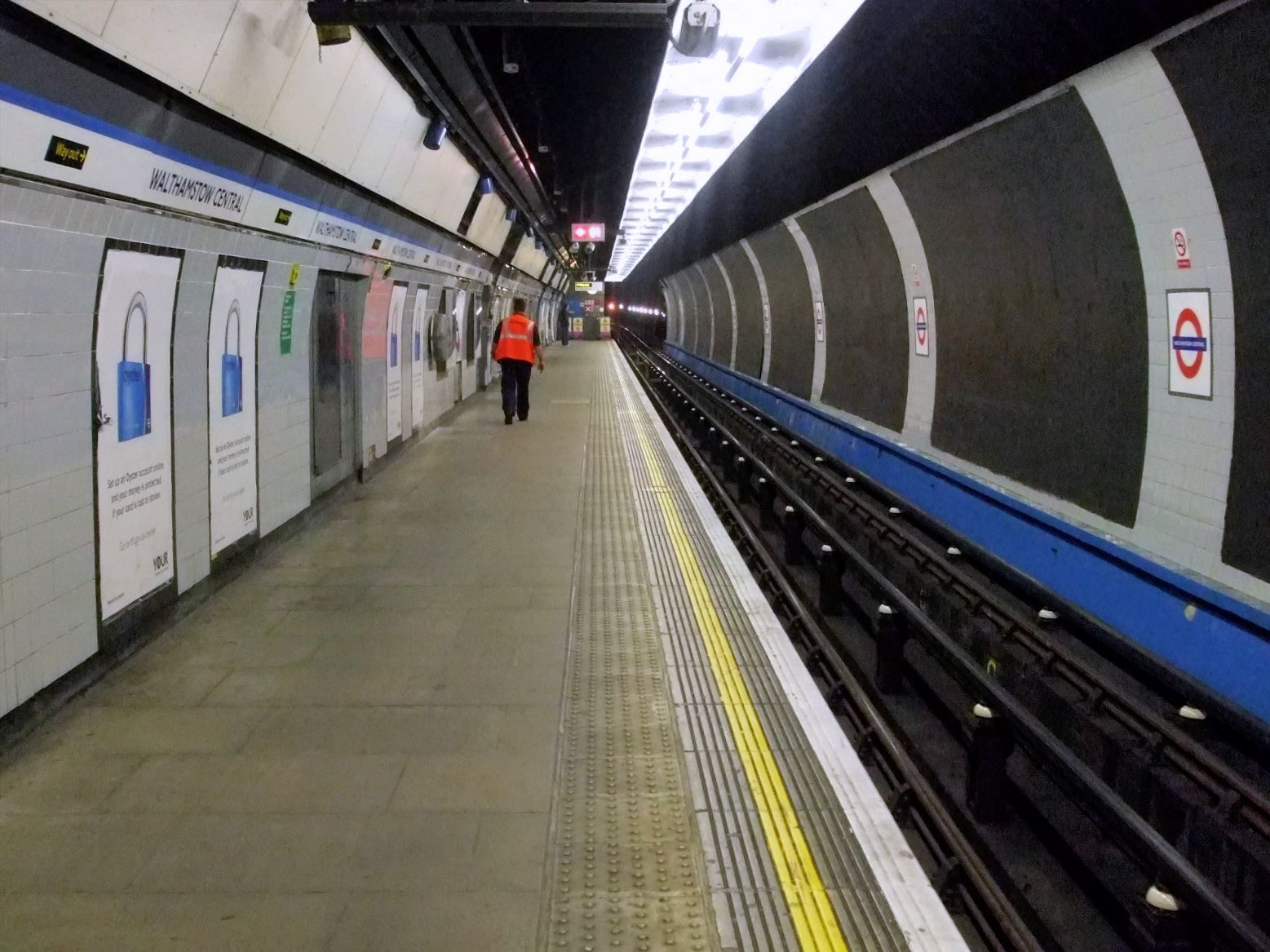
Een blik naar het oosten waar de tunnel eindigt.
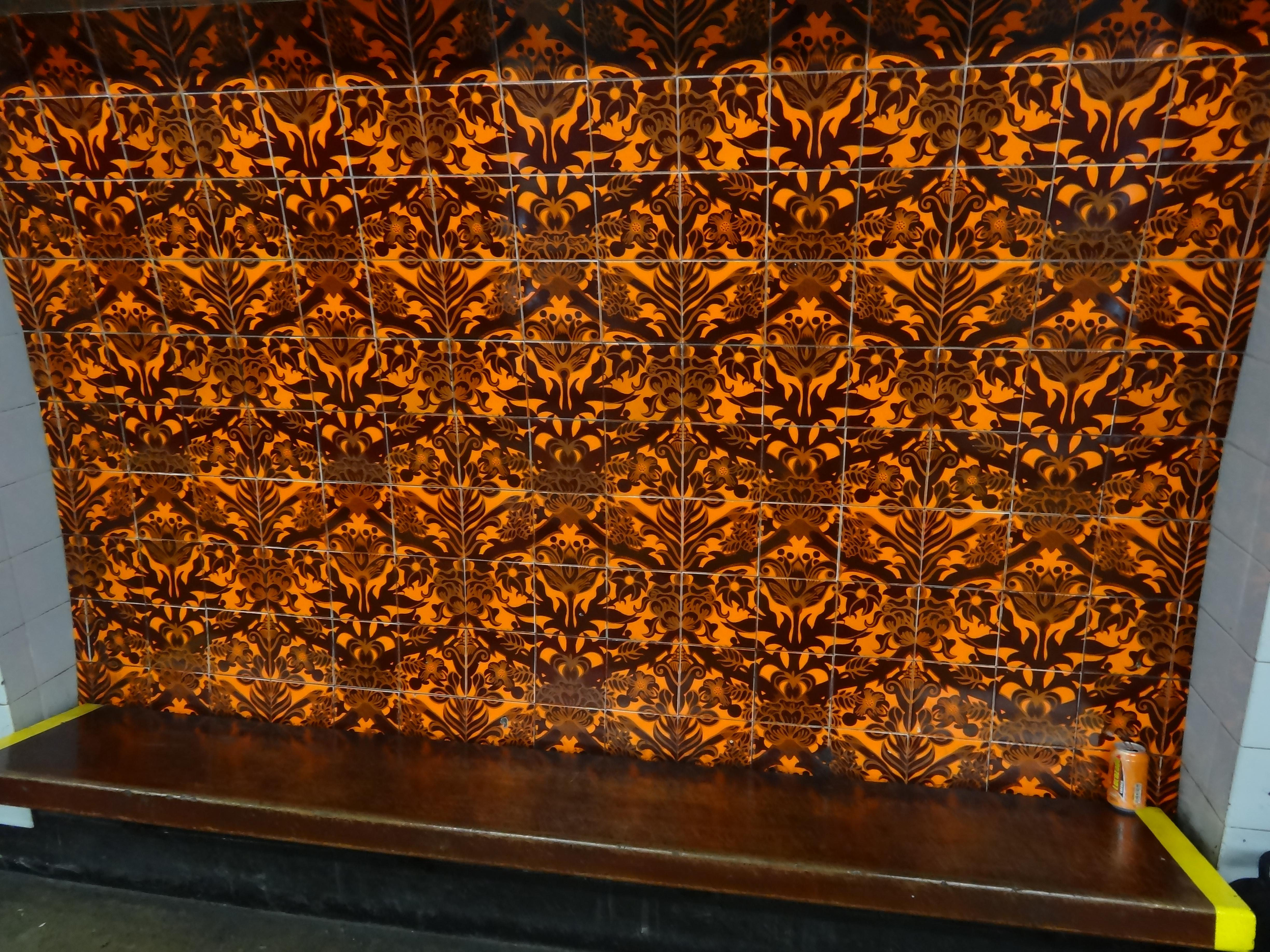
Het tegelwerk langs de Victoria Line.
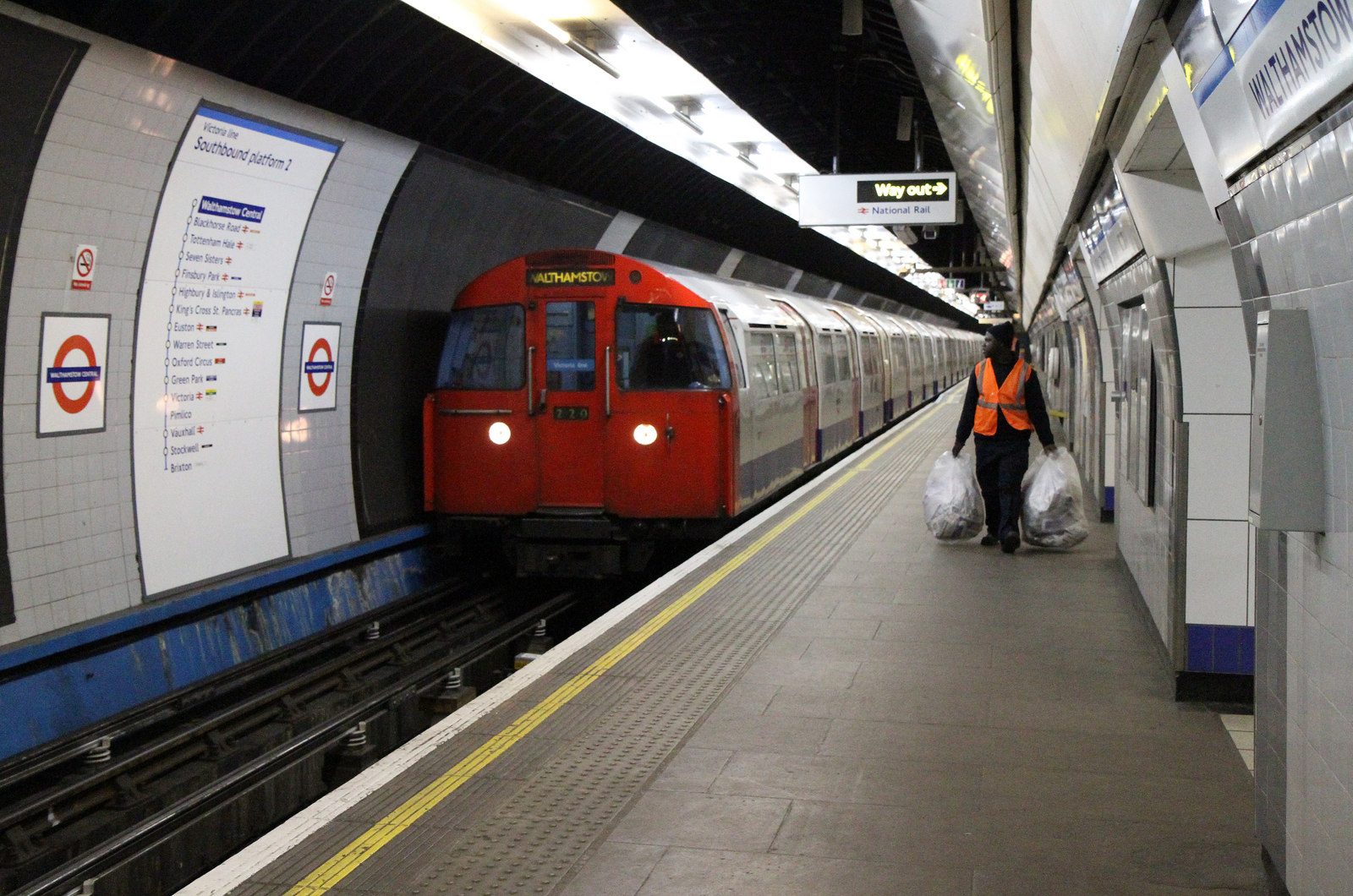
Materieel TS1967 rijdt op 14 januari 2011 het station binnen.

Walthamstow Central ·
Blackhorse Road ·
Tottenham Hale ·
Seven Sisters ·
Finsbury Park ·
Highbury & Islington ·
King's Cross St. Pancras ·
Euston ·
Warren Street ·
Oxford Circus ·
Green Park ·
Victoria ·
Pimlico ·
Vauxhall ·
Stockwell ·
Brixton